# Manilkara dardanoi
Manilkara dardanoi là một cây gỗ thuộc họ hồng xiêm. Đây là loài đặc hữu của Brasil, và chỉ có ở một khu vực nhỏ của Pernambuco. Tại đây nó mọc trong các khu rừng chủ yếu dọc bờ biển, hoặc sâu hơn trong nội địa tại các khu rừng thứ cấp xưa. Tuy thế, môi trường sống tự nhiên của chúng đang biến mất dần do bị đốn lấy gỗ và đất bị khai quang để xây nhà.